# Terminateur (génétique)
Pour les articles homonymes, voir Terminateur.
Pour un article plus général, voir Transcription (biologie).

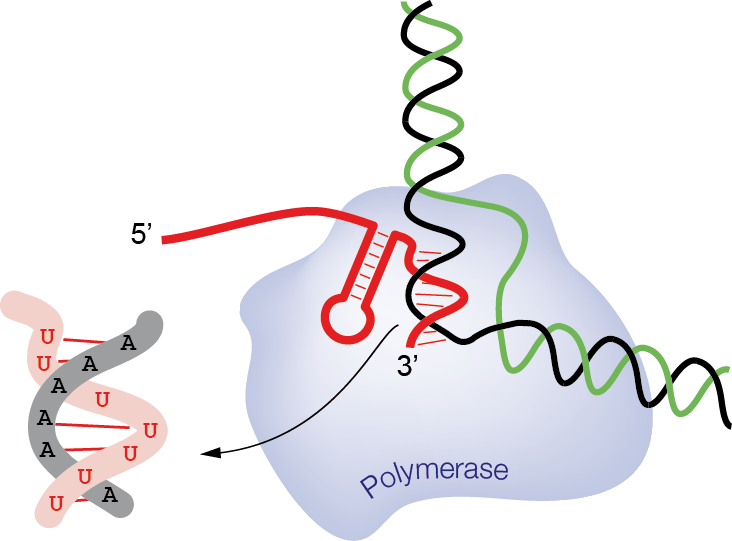
Terminaison Rho-indépendante. Le terminateur sur l'ARNm (rouge) est constitué d'une structure en tige-boucle suivie d'une série d'uridines (U). La structure en tige-boucle provoque une pause de l'ARN polymérase (bleue). L'interaction entre l'ARNm et le brin d'ADN matrice est alors seulement constitué d'appariements A-U, faibles, et l'ARNm se détache.

En génétique, un terminateur ou  terminateur de transcription est une séquence du génome qui marque la fin de la transcription  d'un gène ou d'un opéron en ARN messager par l'ARN polymérase. Le mécanisme de terminaison de la transcription est différent chez les procaryotes et chez les eucaryotes.
Chez les bactéries, il y a deux mécanismes de terminaison de la transcription, l'un qui fait intervenir une protéine spécifique appelé facteur de terminaison Rho, l'autre qui ne nécessite pas l'intervention de facteur extérieur, ce qui conduit à distinguer deux types de terminateurs :
- Les terminateurs Rho-indépendants, sont constitués d'une séquence répétée inversée suivie d'une série de T (uraciles sur l'ARN transcrit)[1]. Lors de sa transcription en ARN, la séquence répétée inversée adopte une structure en tige et boucle qui provoque une pause de l'ARN polymérase. L'ARN transcrit n'est plus alors apparié au brin d'ADN matrice que par la séquence d'uridines qui suit. Ces interactions A-U sont faibles et l'ARN synthétisé peut se détacher de sa matrice. La transcription s'arrête. Les terminateurs Rho-indépendants sont en général des terminateurs forts.
- Les terminateurs Rho-dépendants, constitués d'une séquence consensus reconnue par la protéine Rho, qui provoque le détachement de l'ARN polymérase de l'ADN matrice.

Chez les eucaryotes, la terminaison de la transcription est en général couplée avec la polyadénylation en 3' des ARN messagers. Celle-ci s'effectue au niveau d'une séquence AAUAAA sur l'ARN synthétisé, appelé signal de polyadénylation. Elle fait intervenir un complexe spécifique, appelé CPSF (Cleavage and polyadenylation specificity factor) qui reconnait ce signal et déclenche l'arrêt de l'ARN polymérase.

## Homonymie
On utilise parfois aussi le terme terminateur de façon ambiguë pour désigner le codon-stop de la phase codante, donc présente sur l'ARN messager. Lors de la traduction de l'ARN messager en protéine par le ribosome, le codon-stop est le signal d'arrêt de la traduction.